# 川村亜未
川村 亜未（かわむら あみ、1977年10月3日 - ）は、日本のラジオパーソナリティ。

## 人物
東京都台東区生まれ。日本大学卒。2011年、TBSラジオの開局60周年記念のプロジェクト「ラジオ東京スピリッツ」の目玉企画として行われた「ラジオパーソナリティー発掘プロジェクト」と題した公募コンテストに参加。プロのしゃべり手やアナウンサー、芸人らを抑えて、芸能経験がまったくなかった川村がグランプリを受賞し、副賞として自らの番組を持つ権利が与えられた。
2012年4月より、月1回第2日曜深夜の番組「川村亜未 午前1時のシンデレラ」のパーソナリティーを勤める。この番組のラジオ放送は同年9月で一旦終了となったが、その後ポッドキャスティング（ネットラジオ）で配信を開始した。